# Kazimierz II Sprawiedliwy
Kazimierz II Sprawiedliwy (ur. 1138, zapewne przed 28 października, zm. 5 maja 1194 w Krakowie) – książę wiślicki w latach 1166–1173, książę sandomierski od 1173, od 1177 książę zwierzchni Polski (książę krakowski (z włączonym do księstwa do 1182 Kaliszem i Gnieznem)), od 1186 książę mazowiecki i kujawski. Syn Bolesława III Krzywoustego z rodu Piastów. Przydomek Sprawiedliwy nie był mu współczesny, pojawił się w XVI wieku.

## Młodość
Kazimierz według zapisów rocznikarskich przyszedł na świat w 1138, w roku śmierci swego ojca Bolesława Krzywoustego. Z różnorodnych powodów, przede wszystkim niewyznaczenia mu dzielnicy w testamencie dotyczącym podziału ojcowizny, w części polskiej historiografii uznawano go za pogrobowca. Podstawowy przekaz z Rocznika kapituły krakowskiej informuje, że najpierw w 1138 r. zmarł książę Bolesław III, a dopiero później urodził się Kazimierz II. Z innych źródeł z czasów tego okresu znany jest opis śmierci księcia Bolesława w kronikach mistrza Wincentego. Kronikarz zaznaczył, że najmłodszy potomek Krzywoustego, jego piąty syn, był wówczas małym dzieckiem. Można przyjąć, z pewną dozą niepewności, że książę Kazimierz urodził się na krótko przed zgonem swego ojca, czyli przed 28 października 1138 roku.
O ile źródła, co prawda ogólnie, ale informują o kontekście narodzin Kazimierza, o tyle miejsce narodzin jest już przemilczane lub pomijane. Po śmierci Bolesława Krzywoustego Władysław II Wygnaniec jako pierwszy senior (princeps) otrzymał ziemię krakowską, wschodnią Wielkopolskę z Gnieznem i Śląsk, Bolesław IV Kędzierzawy otrzymał Mazowsze, Mieszko III Stary przejął Wielkopolskę z Poznaniem, Henryk Sandomierski otrzymał część Małopolski z Sandomierzem i Lublinem, a Kazimierz jako „piąte koło u wozu” nie dostał jeszcze osobnej dzielnicy. W źródłach brakuje informacji, która wskazywałaby, kto przejął opiekę nad Kazimierzem po śmierci ojca. Zarazem mistrz Wincenty, jak i późniejsze kroniki bardzo nieprecyzyjnie wspominają o jakichś opiekunach, nie przedstawiają jednak ich imion. Historycy uznają, że właściwą opiekę kilkumiesięczny Kazimierz i starszy Henryk mogli znaleźć tylko na dworze matki, Salomei. Pozyskała ona oprawę wdowią złożoną z dawnych ziem łęczyckiej i sieradzkiej. Według opracowania Biniaś-Szkopek, na stałą siedzibę Salomei najlepiej nadawała się Łęczyca, z niemałym grodem oraz działającym w jej zapleczu ośrodkiem kościelnym. O ile można uznać z dużą dozą prawdopodobieństwa, że znana jest zarówno opiekunka małoletniego Kazimierza, jak i hipotetyczne miejsce ich rezydowania, to o samej opiece i towarzyszących jej zdarzeniach nie wiadomo praktycznie nic. Po śmierci Salomei (27 lipca 1144 r.) opiekę nad Kazimierzem roztoczył prawdopodobnie najstarszy z juniorów Bolesław Kędzierzawy. Prawdopodobnie wszyscy zdolni do rządów synowie Bolesława Krzywoustego po wygnaniu Władysława przejęli władzę w dzielnicach wyznaczonych im przez ojca. Wygnanie z kraju w 1146 roku przyrodniego brata nie zmieniło sytuacji najmłodszego Piastowica.

## Cesarski zakładnik
Wyprawa cesarza Fryderyka I Barbarossy w 1157 roku – interwencja na rzecz Wygnańca – zasadniczo wpłynęła na losy nastoletniego Kazimierza. Atak ten zakończył się układem w Krzyszkowie pod Poznaniem, i złożeniem hołdu lennego Fryderykowi Barbarossie przez Bolesława Kędzierzawego. Na mocy ugody Bolesława z cesarzem, Kazimierz wraz z innymi szlachetnie urodzonymi musiał udać się do Niemiec jako zakładnik i poręczyciel lojalności Bolesława i Mieszka wobec cesarza. O dalszych losach zakładników informują Roczniki Wincentego z Pragi, w których autor napisał, iż z rozkazu księcia czeskiego Władysława zostali oni dostarczeni na dwór cesarza do Würzburga przez praskiego biskupa Daniela.
Nie wiadomo, czy podczas pobytu Kazimierza na dworze cesarza Fryderyka Barbarossy po wydarzeniach z 1157 roku nie doszło do spotkania przyrodnich braci. Zdarzenia takiego nie opisują źródła. Podobnie rzecz miała się z bratankami, którzy wraz z ojcem udali się na wygnanie, lub też przyszli na świat już w Niemczech. Bolesław Wysoki, Mieszko Plątonogi czy Konrad zetknęli się ze swym stryjem dopiero po powrocie na Śląsk w 1163 roku. Do kraju Kazimierz powrócił przed 21 maja 1161, bowiem tego dnia świadkował na dokumencie swoich dwóch braci: Bolesława Kędzierzawego i Henryka Sandomierskiego.

## Książę na Wiślicy
Prawdopodobnie przed podjęciem ekspedycji wojennej do kraju Prusów, a więc przed latem 1166 roku, bezżenny i bezdzietny Henryk uczynił zapis na rzecz najmłodszego syna Krzywoustego – Kazimierza. Po tragicznym zgonie Henryka w 1166 r., jego starsi bracia, szczególnie Bolesław, z jakichś powodów nie dopuścili do objęcia całego sandomierskiego władztwa przez Kazimierza, i przeprowadzili jego podział na trzy części. Tę największą i najważniejszą, ze stołecznym Sandomierzem, zajął Bolesław, drugą (bliżej nieokreśloną) przejął Mieszko Stary, i tylko trzecią część z Wiślicą otrzymał Kazimierz Sprawiedliwy. Książę Kazimierz, już blisko trzydziestoletni, pozyskał zatem własne, choć wysoce okrojone księstwo.

## Próba buntu

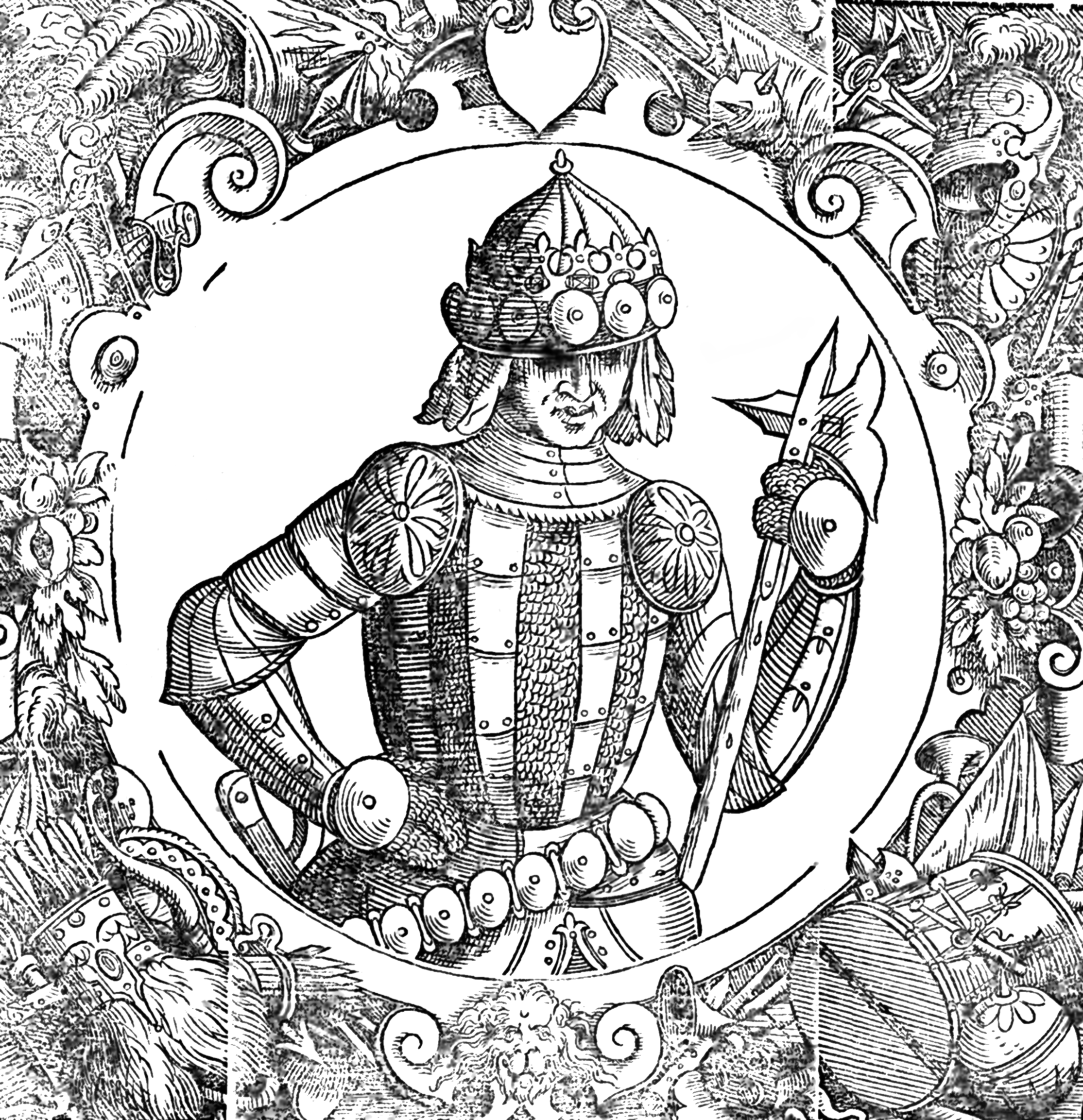
Rycina przedstawiająca Kazimierza II Sprawiedliwego w dziele Alessandra Guagniniego Sartmatiae Europeae descriptio z 1578 roku

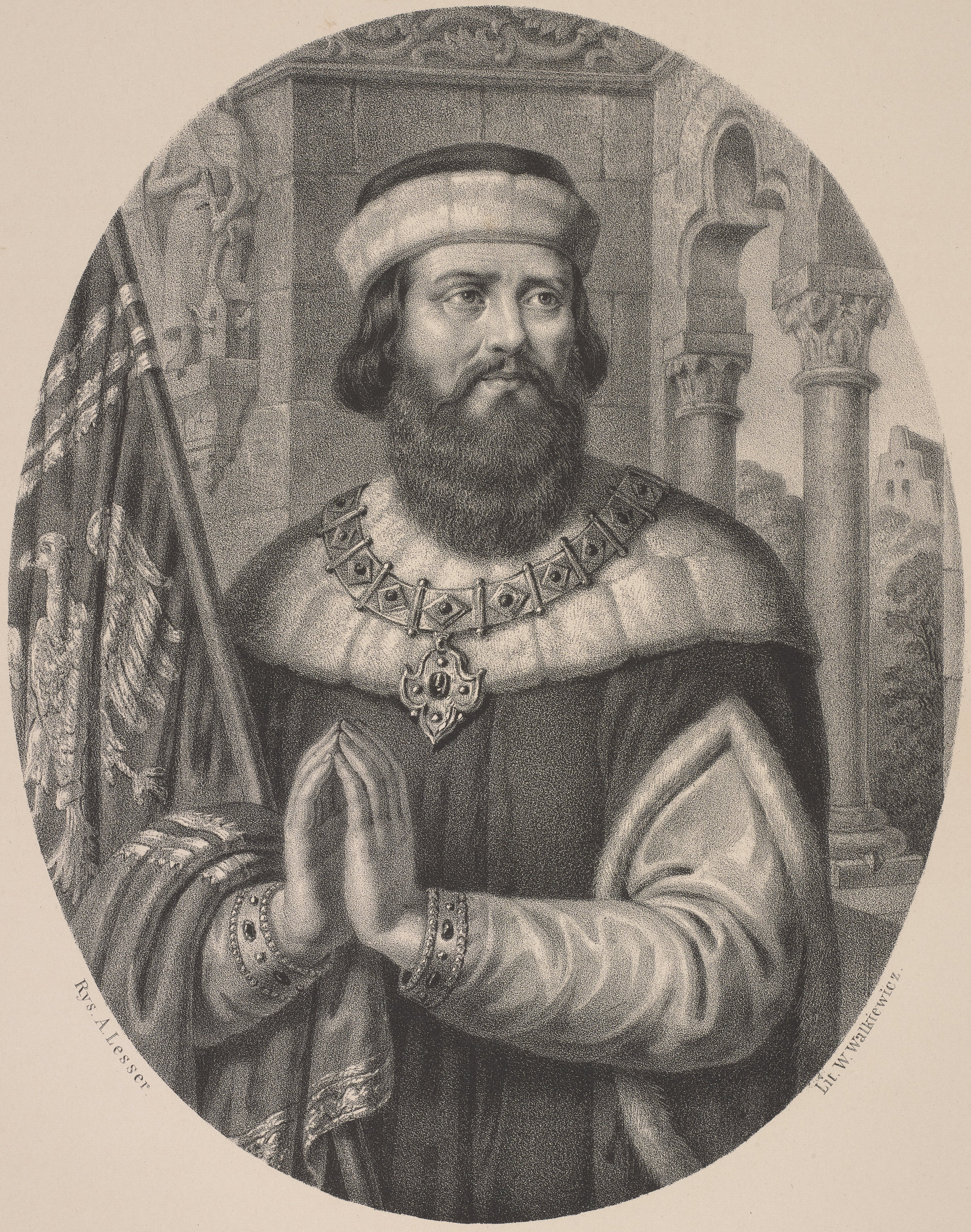
Kazimierz II z wizerunków królów polskich autorstwa Aleksandra Lessera z XIX w.

W 1167 r. malejące poparcie dla Bolesława Kędzierzawego ujawniło się w postaci groźby buntu przeciw niemu. Za bezpośrednią przyczynę wystąpienia przeciw princepsowi większość historyków uznała kwestię schedy po Henryku oraz klęskę wyprawy pruskiej, która, jak przekazał mistrz Wincenty, wzbudziła niezadowolenie pośród możnych, a także obniżyła prestiż seniora. Według słów mistrza Wincentego, na czele zbuntowanych możnych stanęli zięć i syn palatyna Piotra Włostowica, Jaksa z Miechowa i Świętosław Piotrowic, którzy namawiali Kazimierza do buntu przeciwko Bolesławowi. W konsekwencji tych zdarzeń Kędzierzawy ugiął się pod presją opozycji – braciom rozdał ziemie, a samych możnych nie spotkała żadna kara za protest, i princeps powrócił do współdziałania z nimi.

## TestamentBolesława Kędzierzawego
Bolesław Kędzierzawy zapisał w testamencie Mazowsze i Kujawy swojemu małoletniemu synowi Leszkowi, zaś na czas aż ten dojdzie do wieku sprawnego, patronat nad nim powierzył Kazimierzowi. W przypadku śmierci Leszka najmłodszy syn Krzywoustego miał objąć całą dzielnicę na własność. Historycy przyjmują, że w 1173 roku książę Kazimierz włączył do swego dziedzictwa także Sandomierz z terytoriami leżącymi za Wisłą. Dzień 5 stycznia 1173 (data śmierci Bolesława Kędzierzawego) stał się więc dla Kazimierza Sprawiedliwego kolejną datą przełomową, również związaną ze śmiercią brata. Testament Kędzierzawego sprawił, że Kazimierz stał się władcą całej wschodniej części państwa, chociaż na znaczącej jego części pełnił tylko regencję, rządząc w imieniu chorowitego Leszka Bolesławowica. Według opracowania J.Dobosza w jaki sposób przebiegało sprawowanie władzy na Mazowszu i Kujawach oraz sama regencja – ze względu na brak źródeł nie wiadomo właściwie nic.

## Bunt przeciwko rządom seniora

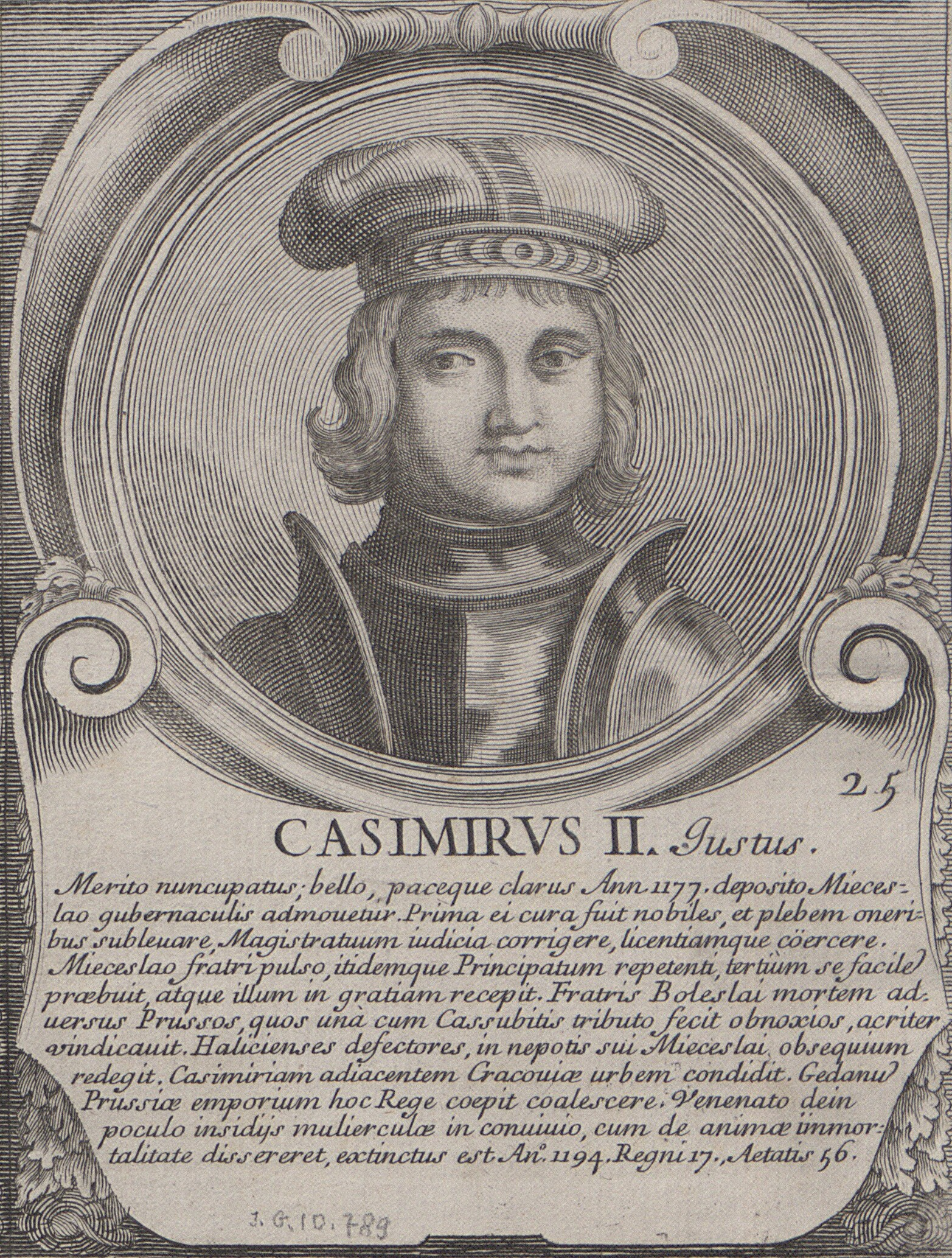
Benoît Farjat, Kazimierz Sprawiedliwy

Wiosną 1177 roku książęta, biskupi i możni odbyli wiec w Gnieźnie, choć nie wiadomo, jakich spraw ten wiec dotyczył. Mieszko Stary tytułował się jeszcze „dux totius Poloniae”, i posiadał poparcie uległego sobie arcybiskupa gnieźnieńskiego Zdzisława, następcy Janika. Niepokój mógł budzić brak w Gnieźnie biskupa krakowskiego Gedki.
Ze względu na nadmierny fiskalizm i nadużycia sprawowanej władzy wybuchł następnie dobrze przygotowany bunt możnych krakowskich, pod przywództwem biskupa krakowskiego Gedki. Buntownicy zaproponowali tron Bolesławowi Wysokiemu, a ten propozycję przyjął. Na wieść o tym zdarzeniu Mieszko Plątonogi podjął skuteczną kampanię przeciwko swemu starszemu bratu, Bolesławowi Wysokiemu, wykorzystując pomoc syna Bolesława, Jarosława. Ze względu na brak możliwości interwencji Bolesława w Krakowie, miejscowi możni zaproponowali tron Kazimierzowi, a ten po niedługim wahaniu go przyjął. W Wielkopolsce Mieszko Stary doznał jeszcze jednego poniżenia – bunt przeciw niemu wniecił jego najstarszy syn Odon. Ostatecznie w wyniku splotu tych zdarzeń Mieszko Stary udał się na wygnanie, a miejscem jego pobytu wskazany jest przez Kronikę wielkopolską Racibórz – należący do Mieszka Plątonogiego. Rocznik koloński większy podaje w zapisie pod 1180 rokiem, iż jakiś książę polski obecny na zjeździe w Gelnhausen zgłosił do cesarza Fryderyka prośbę o pomoc w zamian za dziesięć tysięcy grzywien. Nie udało się jednoznacznie wyjaśnić, kim był ów książę (w roczniku zwany „dux Poloniorum”). Być może był to Mieszko Stary, Bolesław Wysoki lub Kazimierz Sprawiedliwy. Konflikt na Śląsku definitywnie rozwiązał Kazimierz: sporym trudem odzyskawszy dzielnicę Bolesława Wysokiego, Kazimierz oddał ją ponownie Bolesławowi. Bratu Bolesława, Mieszkowi, nadał kilka grodów, a ich brata, Konrada, mianował księciem marchii głogowskiej. Pełna chronologia tych wydarzeń nie jest w pełni znana, ale prawdopodobnie nie ograniczała się tylko do drugiej połowy 1177 roku. Do tego okresu z pewnością można przypisać tylko bunt krakowski. Wojna na Śląsku miała prawdopodobnie dwie fazy – pierwsza mogła wystąpić nawet równocześnie z wydarzeniami krakowskimi, z powodu nieobecności Plątonogiego w Gnieźnie w kwietniu 1177 roku. Kazimierz był już uczestnikiem drugiej fazy, i przez poczynione nadania spacyfikował nastroje. Być może rozciągnęło się to, jak wydarzenia w Wielkopolsce, na rok 1178, a nawet 1179 i lata następne. Mieszko Stary został pozbawiony nie tylko tronu krakowskiego, ale i ojcowizny. Jego najstarszy syn Odon uzyskał władzę w Poznaniu, a książęta śląscy obdzielili się ojcowizną po Władysławie zgodnie z następującym podziałem: Bolesław pozyskał księstwo wrocławskie, Mieszko raciborskie, Jarosław opolskie, a najmłodszy Konrad głogowskie. Mieszko Plątonogi otrzymał dodatkowo od nowego princepsa krakowskiego kasztelanię bytomską i oświęcimską. Dla zagwarantowania nowego przymierza z Mieszkiem Kazimierz został ojcem chrzestnym jego pierworodnego syna Kazimierza. Nastąpił więc podział Śląska, a także Wielkopolski, nad której częścią poznańską sprawował władzę Odon, a kalisko-gnieźnieńską z metropolitalnym Gnieznem czasowo przejął Kazimierz.
Ze względu na stan podstawy źródłowej, przede wszystkim jej skąpość, a także wielość hipotez oraz niejasny przekaz mistrza Wincentego, wyżej przedstawiony został tylko możliwy przebieg wydarzeń z roku 1177 i z lat następnych. Podstawowa konkluzja, na podstawie jedynej pewnej wskazówki chronologicznej zapisanej w Roczniku kapituły krakowskiej, to fakt objęcia w 1177 roku, w wyniku zamachu stanu, tronu krakowskiego przez Kazimierza Sprawiedliwego.

## Legitymizacja władzy

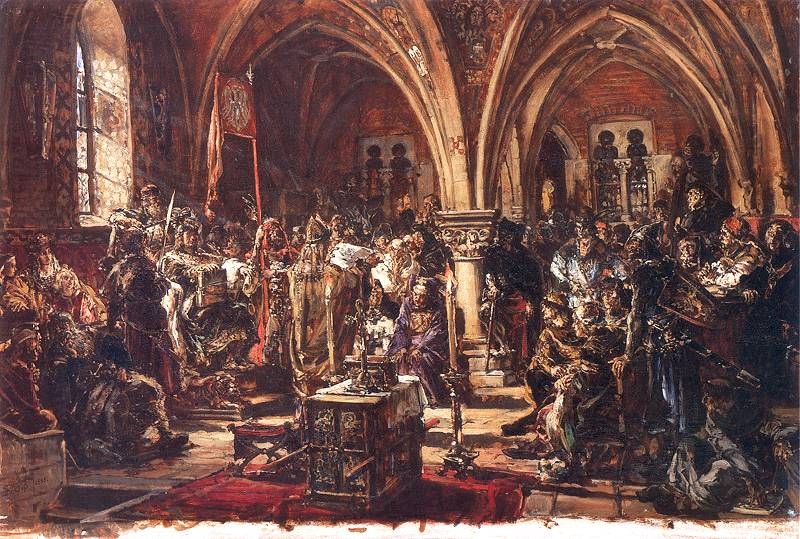
Jan Matejko: W Łęczycy pierwszy sejm. Spisanie praw. R.P. 1180.

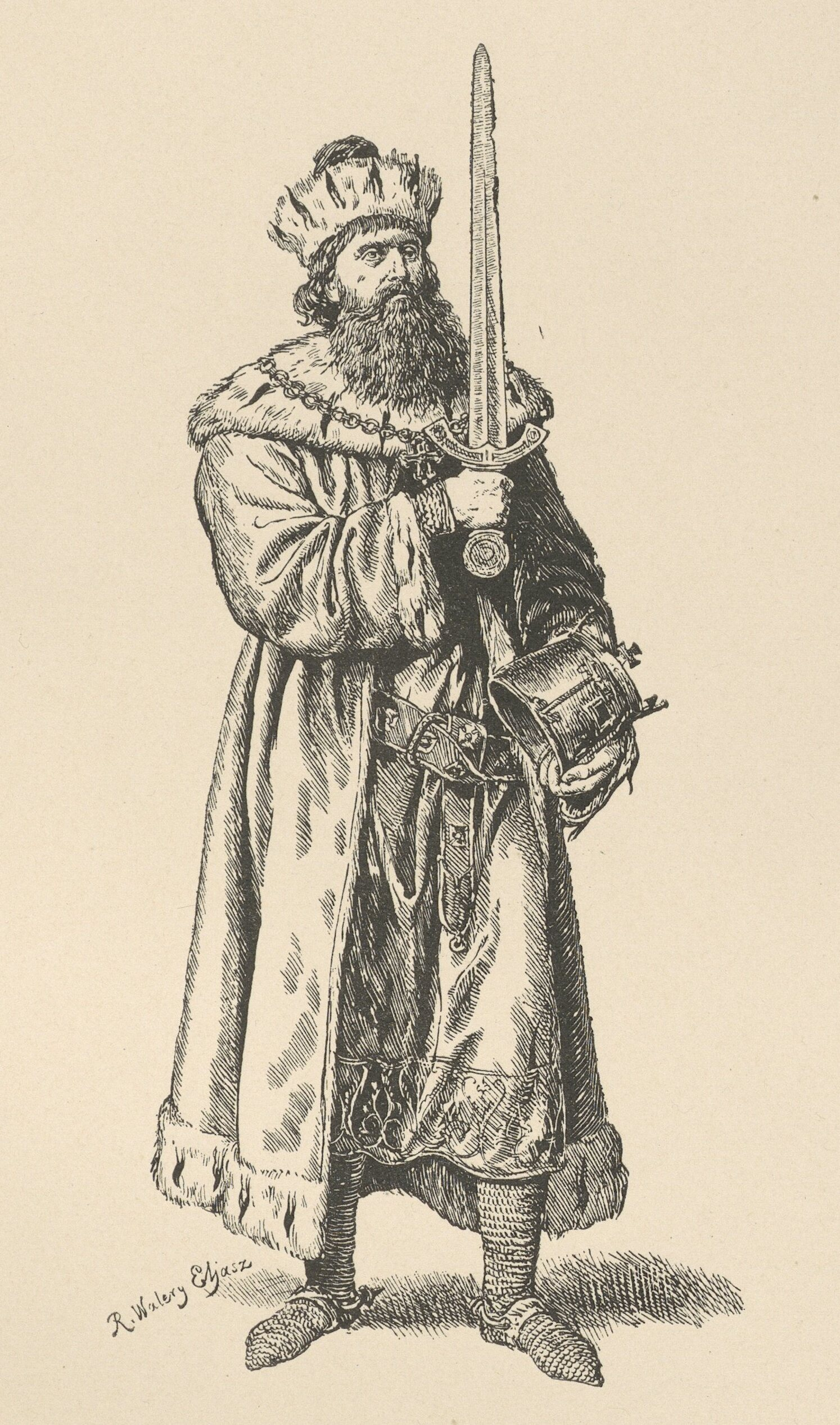
Walery Eljasz-Radzikowski, Kazimierz Sprawiedliwy

W latach 1180–1181 Kazimierz podjął batalię dyplomatyczną o legitymizację władzy uzyskanej w wyniku zamachu w 1177 roku, i utrwalonej w latach następnych. W roku 1180 na wielkim zjeździe politycznym w Łęczycy, któremu współtowarzyszył synod kościelny, książę Kazimierz zobowiązał się do uregulowania ius spolii (prawa księcia do ruchomości po zmarłym biskupie) oraz nadużyć stanu (nieodpłatnego żywienia monarchy, jego dworu i urzędników w czasie podróży po kraju) w dobrach kościelnych i podwody (usług transportowych, dozwolonych jedynie w przypadku zagrożenia którejkolwiek z dzielnic przez wrogów), a obecni na zjeździe książęta (Odon, Bolesław i Leszek) oraz możni duchowni (ośmiu biskupów: Zdzisław, arcybiskup gnieźnieński, Gedko biskup krakowski, Żyrosław wrocławski, Cherubin poznański, Lupus płocki, Onold kujawski, Konrad pomorski, Gaudenty lubuski) i świeccy legitymizowali jego władzę. Zostały także przygotowane stosowne dokumenty z poselstwem do papieża, który miał usankcjonować podjęte w Łęczycy uchwały. W świetle bulli Aleksandra III z 28 marca 1181 wiadomo, iż papież z pewnością zatwierdził te postanowienia zjazdu, które dotyczyły zakazu przejmowania prywatnych majątków po zmarłych biskupach, a także kwestii stanu i podwody. Brak jednak informacji, czy usankcjonował on dziedziczność rządów Kazimierza Sprawiedliwego.Według opracowania J.Dobosza można przyjąć, iż papież uznał panowanie Kazimierza w Krakowie jako księcia zwierzchniego, ze względu na tytułowanie go „księciem Polski”. Treść postanowień łęczyckich znana jest tylko z przekazów pośrednich zapisanych w polskich średniowiecznych kronikach, nie wiadomo natomiast, czy zostały one sporządzone w formie dokumentu. Być może nigdy taki dokument nie powstał, natomiast uchwały zjazdu i synodu zostały tylko umieszczone w suplice skierowanej do papieża do zatwierdzenia.
Zrzeczenie się przez Kazimierza II Sprawiedliwego iuris spolii, czyli prawa należnego władzy świeckiej do przejęcia majątku po zmarłych biskupach i opatach zapoczątkowało formalne uniezależnianie się Kościoła katolickiego od władzy świeckiej.
W starszej historiografii (m.in. Stanisław Smolka czy Roman Grodecki), ciągle obecnych w wielu opracowaniach, według których w 1184 roku cesarz Fryderyk Barbarossa, w ślad za decyzją papieską z 1181 roku, miał zalegalizować pryncypacką władzę księcia Kazimierza, trudno jest stwierdzić. W każdym razie nie znaleziono śladu po prawdopodobnym, wystawionym z tego zdarzenia dokumencie.

## Książę zwierzchni Polski

### Starania Mieszka o odzyskanie władzy
Mieszko Stary po wygnaniu go do Raciborza udał się do cesarza Fryderyka z petycją o ingerencję w sprawy polskie i o odzyskanie tronu krakowskiego, jednakże nic nie uzyskawszy w Niemczech udał się na Pomorze. W roku 1181, przy pomocy zbrojnej „poborcy podatków z kraju nadmorskiego” Mieszko powrócił do Gniezna, i wkrótce odzyskał władzę w całej Wielkopolsce.
W kronice mistrza Wincentego znajduje się charakterystyczny zapis, w którym wychodzą na jaw cechy charakteru Mieszka Starego. Nakłonił on Kazimierza do porzucenia przymierza z Bolesławem Wysokim. Kiedy Kazimierz na to przystał, książę wielkopolski Mieszko sam zawarł sojusz z bratankiem. W jakim czasie to zdarzenie miało miejsce, trudno jednoznacznie rozstrzygnąć. Do sojuszu Mieszka i Bolesława doszło po powrocie Mieszka do Gniezna, a zatem około połowy 1181 roku.
Według opracowania M. Krasuskiego bunt Odona miał ogromne znaczenie dla dziejów Wielkopolski tamtych czasów. Unaocznił on dążenia patrycjatu wielkopolskiego do sprawowania rządów w dzielnicy, a także potrzebę podzielenia się przez Mieszka władzą z synami, ponieważ w chwili buntu Odon miał już powyżej 30 lat. Mieszko przypuszczalnie zrozumiał to i po powrocie do Wielkopolski zamierzał dopuścić synów do sprawowania władzy. W rezultacie tego wydzielił on obecnemu księciu poznańskiemu, Odonowi, księstwo leżące w południowo-zachodniej Wielkopolsce. Starając się zapewnić pozostałym synom nadziały ziemi bez rozczłonkowania Wielkopolski, Mieszko podjął rozmowy z księciem mazowieckim Leszkiem. W ich wyniku Mieszko przekonał księcia i jego namiestnika Żyrona do porozumienia, na podstawie którego Mieszko, młodszy syn Mieszka Starego, miał przejąć we władanie Kujawy. Porozumienie to także miało za zadanie osłabienie pozycji Kazimierza, księcia krakowskiego, który do tej pory pełnił opiekę nad księciem Leszkiem. Jednakże indolencja Mieszka Młodszego doprowadziła do wygnania go z Kujaw oraz powrotu Leszka pod kuratelę Kazimierza.
W nieznanym miesiącu 1186 roku Leszek zmarł. Śmierć bratanka Kazimierza potwierdzają powściągliwie roczniki (Rocznik kapituły krakowskiej, Rocznik krótki) oraz Kronika wielkopolska. Rocznik świętokrzyski pod rokiem śmierci Leszka informuje, iż jego dzielnicę jeszcze za jego życia objął Kazimierz. Mało wnosi relacja Jana Długosza, który pod 1186 rokiem przedstawił wprawdzie śmierć Leszka, ale uwypuklał przekazanie Kazimierzowi Mazowsza i Kujaw na mocy testamentu, informując o pretensjach Mieszka do połowy ziem po Leszku. Działania podjęte przez Mieszka Starego przyniosły zamierzony skutek. Bolesław Mieszkowic, przypuszczalnie po 1191 roku, został księciem kujawskim i sprawował tam władzę aż do swojej śmierci poniesionej podczas bitwy pod Mozgawą 13 września 1195.
Mieszko, poprzez zwiększenie pozycji swoich synów, tworzył sojusze polityczne zmierzające do osłabienia Kazimierza i do odebrania mu tronu krakowskiego. W 1191 roku kroki te, wraz ze sprawnym ingerowaniem w kwestie Śląska, umożliwiły Mieszkowi, wykorzystującemu zdradę kasztelana krakowskiego Henryka Kietlicza, przejęcie Krakowa. Kazimierz będący na Rusi postradał cząstkową akceptację możnych, rozgoryczonych aktywną polityką ruską księcia, kosztem zbliżenia z Węgrami. Jednakże jeszcze w tym samym roku Kazimierz z pomocą księcia włodzimierskiego Romana i księcia bełskiego Wsiewołoda odbił Kraków z rąk syna Mieszka, przypuszczalnie Bolesława Mieszkowica, oszczędzając mu życie. Przy pomocy arcybiskupa Piotra ostatni akt braterskich sprzeczek zakończył się ugodą i odesłaniem jeńców. Przywódca buntu Henryk Kietlicz został zesłany na Ruś. Oddalając bezpiecznie Bolesława Mieszkowica do Wielkopolski, tym błahym gestem aż do śmierci Kazimierz prawdopodobnie zapewnił sobie spokój ze strony Mieszka, ponieważ Mieszko nie wykazywał już intensywnych działań zmierzających do obalenia młodszego brata.

### Polityka zagraniczna

#### Ruś

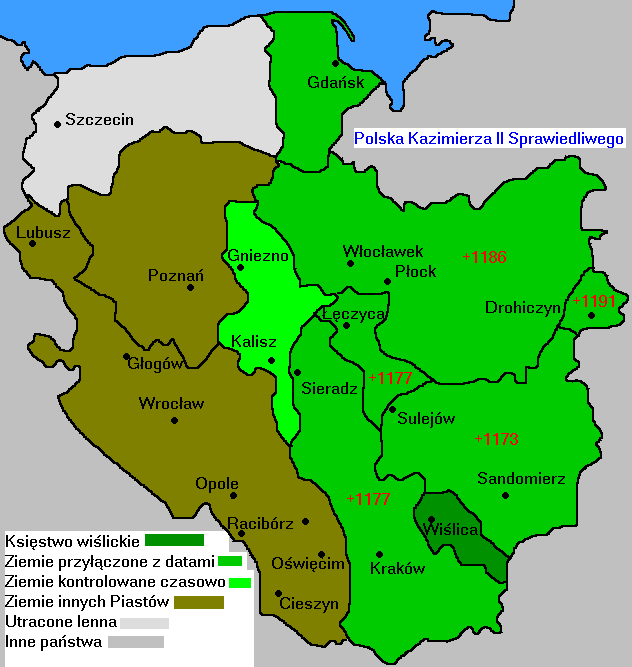
Polska za czasów Kazimierza II Sprawiedliwego

W 1182 r. Kazimierz uczestniczył w sporach o władzę na Rusi Halicko-Włodzimierskiej. W tymże roku wojska Kazimierza zaatakowały Brześć, z zamiarem osadzenia na tamtejszym tronie Światosława Mścisławowicza, syna córki Bolesława Krzywoustego i Salomei z Bergu, Agnieszki. Światosław Mścisławowicz w zamian za pomoc przekazał w 1182 roku Kazimierzowi Sprawiedliwemu gród Drohiczyn wraz z okolicą. 
Przeciwko kandydaturze Światosława wystąpili młodsi synowie Agnieszki, z którymi książę bełski Wsiewołod wyruszył na Brześć, wraz z posiłkami z księstw włodzimierskiego i halickiego, oraz z Jaćwięgami i Połowcami. Kazimierz ostatecznie odniósł zwycięstwo nad przybywającymi na ratunek Brześciowi posiłkami, a także zdobył sam gród. Osiągnął swój cel polityczny, i osadził na tronie wybranego przez siebie księcia Światosława. Wyprawa na Brześć z 1182 roku zakończyła się więc jego pełnym sukcesem. Ten stan rzeczy nie utrzymał się długo – po krótkim czasie ustanowiony książę został otruty. Nie jest jasna dokładna data tego zdarzenia, prawdopodobnie stało się to już w 1183 roku. Kazimierz nie zaniechał działań, i w 1183 roku wyruszył na kolejną wyprawę na Brześć, gdzie osadził na tronie drugiego swego siostrzeńca, księcia włodzimierskiego Romana Mścisławowicza.
W roku 1187 po śmierci Jarosława Ośmiomysła rządy w Haliczu przejął Oleg Jarosławowicz, być może popierany przez Kazimierza Sprawiedliwego. Jednocześnie wystąpił przeciw niemu przyrodni brat Włodzimierz, i odebrał mu władzę. Z pewnością niedługo potem Włodzimierz wyprawił się na Polskę, którą wyprawę uznaje się jako zemstę za poparcie udzielone Olegowi. Atak, raczej typowo łupieżczy, musiał odbyć się latem 1187 roku. W następnym roku książę Kazimierz przygotował wyprawę, która spowodowała usunięcie z Halicza Włodzimierza, a na miejscowym tronie osadzony został Roman. Włodzimierz uciekł na Węgry, gdzie wystąpił o pomoc, ale tamtejszy władca Béla III co prawda usunął księcia Romana, ale Włodzimierza umieścił w więzieniu i przekazał władzę swemu synowi Andrzejowi. Ten krótko nosił tytuł króla halickiego, ale w latach 1205–1235 władał na Węgrzech jako Andrzej II.
Włodzimierz Jarosławowicz wiosną 1189 roku uciekł z więzienia i porozumiał się z Fryderykiem I Barbarossą, obiecując za pomoc w odzyskaniu tronu trybut w wysokości 2000 hrywien rocznie. Na rozkaz cesarza jego wasal małopolski książę Kazimierz II udzielił wsparcia wojskowego Włodzimierzowi Jarosławowiczowi. Dzięki udzielonej pomocy, na czele z wojewodą Mikołajem, książę Włodzimierz w sierpniu 1189 roku przejął władzę w Haliczu.
Stosunki polsko-ruskie rozwijały się w latach dziewięćdziesiątych XII wieku dynamicznie. W roku 1191 książę włodzimierski Roman Mścisławowicz wraz z bratem księciem bełskim Wsiewołodem wspomogli militarnie Kazimierza II, który przez bunt Henryka Kietlicza oraz wejście wojsk Mieszka III Starego do Krakowa, stracił władzę. Według relacji W. Kadłubka, to pomoc ruskich książąt przyczyniła się do odzyskania przez Kazimierza II krakowskiego tronu. W 1193 roku szkodliwe działania Romana Mścisławowicza sprowadziły na niego wyprawę Kazimierza Sprawiedliwego, który wziął go w „w stan wiecznego poddaństwa" i wtedy też najprawdopodobniej ziemia drohicka została włączona do Mazowsza, a zarząd nad nią przeszedł w ręce polskie, tj. Kazimierza Sprawiedliwego, a w późniejszym okresie jego synów. 

#### Północna granica
Po unormowaniu spraw wewnętrznych związanych z buntem krakowskim oraz uregulowaniu spraw ruskich, książę Kazimierz mógł skierować swoje zainteresowanie ku północno-wschodnim obrzeżom swego władztwa, którym zagrażały pogańskie plemiona pruskie i jaćwieskie. Kazimierz w latach 1192–1193 rozpoczął wyprawy przeciwko Prusom i Jaćwingom (plemieniu Połekszan) zajmujących tereny leżące na północ od Biebrzy. Tym razem krakowski princeps wyszedł zwycięsko z toczonych bojów, nie tak jak jego brat Bolesław w 1166 roku. Działania wojenne Kazimierza były klasyczną akcją odwetową, której celem było ukrócenie najazdów plemion pogańskich graniczących na północnym wschodzie z Mazowszem. Wyprawa Kazimierza doprowadziła do zmuszenia w 1192 roku Jaćwingów do poddaństwa i płacenia mu trybutu. Północne wyprawy Kazimierza były jego ostatnimi działaniami politycznymi i militarnymi, gdyż na wiosnę 1194 roku książę umarł.

## Działalność Kazimierza na polu kościelnym

### Fundacje i nadania

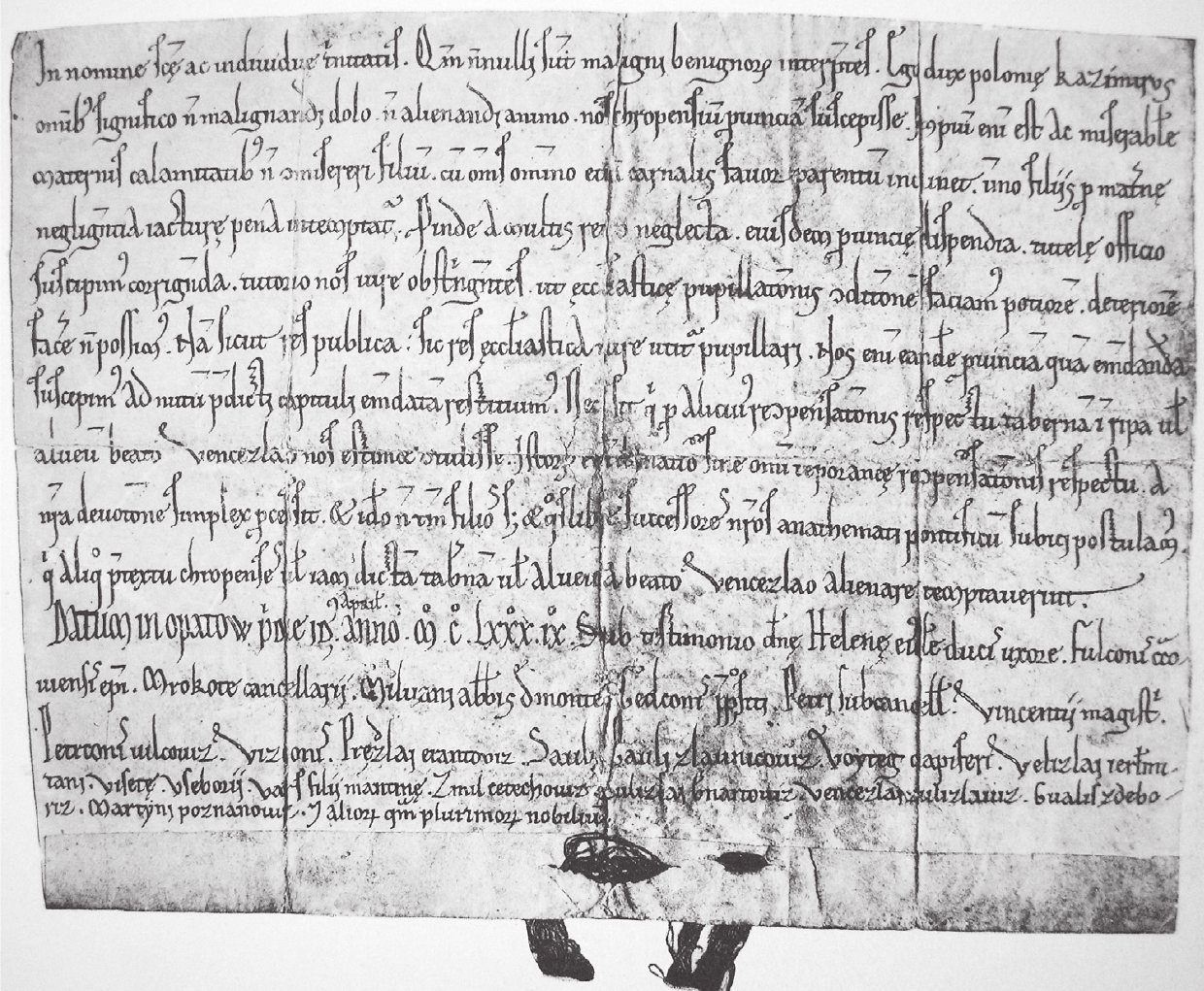
Dokument wystawiony przez Kazimierza Sprawiedliwego, datowany na 12 kwietnia 1189 roku. Archiwum Krakowskiej Kapituły Katedralnej, Wawel, Kraków, sygnatura 3

Fundacyjny debiut Kazimierza był mało samodzielny, i wiązał się z nadaniami książąt juniorów na rzecz klasztoru w Trzemesznie. Imię Kazimierza pojawia się czterokrotnie w falsyfikacie trzemeszeńskim z datą 28 kwietnia 1145, oraz dwukrotnie w związku z nadaniami. Kilkuletni Kazimierz wystąpił więc razem z braćmi, którzy przekazywali jakąś część spuścizny po zmarłej w 1144 roku matce przyjaznej im placówce klasztornej. Rola Kazimierza ograniczała się do statystowania Bolesławowi i Mieszkowi.
Książę Kazimierz na drogę samodzielnych fundacji i nadań mógł wkroczyć najwcześniej po uzyskaniu własnej dzielnicy, a więc dopiero po 1166 roku. Za początek donacji księcia na rzecz polskiego Kościoła według opracowania J.Dobosza uznaje się zjazd w Jędrzejowie, jesienią 1167 roku, zwołany przez fundatora tamtejszego opactwa cysterskiego, arcybiskupa Janika, w związku z konsekracją klasztornej świątyni. Książę polski Kazimierz nadał wieczyście trzynaście wozów soli z komory celnej w Sandomierzu kościołowi świętej Marii i świętego Wojciecha w Jędrzejowie, oraz miejscowym braciom, a także ich następcom.
Po uzyskaniu w 1173 roku całej dawnej dzielnicy Henryka z jej stolicą w Sandomierzu, co wzmocniło ekonomicznie księcia, Kazimierz rozpoczął rozmyślać nad własną dużą fundacją. Wybór padł na cystersów, a miejscem ich sprowadzenia został pograniczny Sulejów nad Pilicą. Proces fundacyjny opactwa na podstawie źródeł datuję się albo na rok 1176 albo 1177. Być może już w 1177 lub w 1178 roku z burgundzkiego Morimond dotarli nad Pilicę mnisi, którzy rozpoczęli od porządkowania otrzymanego od księcia i jego współpracowników majątku. Kazimierz ofiarował klasztorowi jako uposażenie posiadłości, dziesięciny i dochody w soli, wsie (Sulejów, Strzelce, Dąbrowa, Góra, Byczyna, Tądów, Cienia) oraz źreby (Sgimira Coquelica, Utrosza, Damiana), zapewne z ludźmi, i dał mu wiele darów w ruchomościach i nieruchomościach. Dla jego powiększenia, z książęcą szczodrością, uwolnił zupełnie od świadczeń wszelkie majątki przekazane klasztorowi przez niego i innych. Za współfundatora placówki cysterskiej w Sulejowie należy także uznać komesa Radosława, który nadał klasztorowi sulejowskiemu pokaźny, bo składający się z pięciu wsi nad rzeką Ner, klucz wsi (Kępa, Puczniew, Mianów, Szczepanów i Piotrów). Drugim współfundatorem był rycerz Bałdrzycha, który przekazał na rzecz fundacji swą wieś Bałdrzychów wraz z kościołem. Zgodę na lokację klasztoru wydał arcybiskup Janik.
Założenie i uposażenie klasztoru cysterskiego w Sulejowie było największym zamysłem fundacyjnym Kazimierza Sprawiedliwego. W roku 1179 w ziemi sandomierskiej została umiejscowiona następna placówka cysterska, którą zlokalizowano we wsi Wąchock (pierwotnie Kamienna). Fundatorem i jej założycielem był biskup krakowski Gedko, który z dóbr biskupstwa wydzielił kilka wsi (Kamienna, Skarżysko oraz trzy źrebia w Mirzcu), oraz dołożył spory obszar puszczy. Według opracowania M. Niwińskiego Gedko uzyskał u księcia Kazimierza jakieś zwolnienia immunitetowe dla nowej wspólnoty cysterskiej. Zakres tych zwolnień jest trudny do ustalenia, gdyż dowiadujemy się o nich z wielce ogólnej formuły w dokumencie Bolesława Wstydliwego wystawionym 8-go maja 1260. Zwolnienia immunitowe wystąpiły między 1179 a 1194 rokiem i dotyczyły przede wszystkim spraw ekonomicznych. Projekt Gedki zbiegł się w czasie z procesem fundacyjnym klasztoru sulejowskiego, dlatego też trzeba założyć współpracę na tym polu pomiędzy księciem i biskupem, szczególnie że do Wąchocka cystersi dotarli także z burgundzkiego Morimond, a kościół klasztorny nosił wezwanie św. Floriana.
Porównywalnie było również z innym klasztorem szarych mnichów, opactwem w Koprzywnicy w ziemi sandomierskiej, którego inicjatywa fundacyjna rozpoczęła się w przybliżeniu w roku 1185. Zapoczątkował ją Mikołaj Bogoria, a zakonnicy także w tym przypadku przybyli z Morimond. Konwentualny kościół poświęcono świętemu Florianowi. Z dokumentów wystawianych klasztorowi w 1277 roku wyraźnie wynika, iż fundatorem był komes Mikołaj. Rolą Kazimierza było pośredniczenie pomiędzy fundatorem biskupem Gedką a cystersami. Kazimierz obdarował klasztor immunitetem o analogicznym charakterze jak wcześniej opactwo w Wąchocku.
Według opracowania J. Dobosza cztery wielkie klasztory cystersów w Jędrzejowie, Sulejowie, Wąchocku, Koprzywnicy założone w XII wieku w Małopolsce, na stałe wpisały się w krajobraz społeczno-gospodarczy, religijny i kulturowy tych ziem. Kazimierz Sprawiedliwy wspomagał nie tylko klasztory cysterskie, ale także inne formacje zakonne funkcjonujące na ziemiach pod jego panowaniem. Oprócz placówki kanoników regularnych z Trzemeszna w źródłach występują widoczne związki księcia z klasztorem tej samej reguły znajdującym się w mazowieckim Czerwińsku, joannitami zagojskimi, z bożogrobcami z Miechowa oraz norbertankami ze Zwierzyńca. Jedynym śladem aktywności księcia na rzecz Kościoła na Mazowszu są dwa dokumenty z 1222 roku wystawione przez jego syna Konrada na wiecu w Trojanowie, dotyczące opactwa Kanoników Regularnych w Czerwińsku i potwierdzające przez Kazimierza decyzję księcia Bolesława Kędzierzawego o osadzeniu jakieś grupy chłopów jako przypisańców i nadaniu opactwu immunitetu.

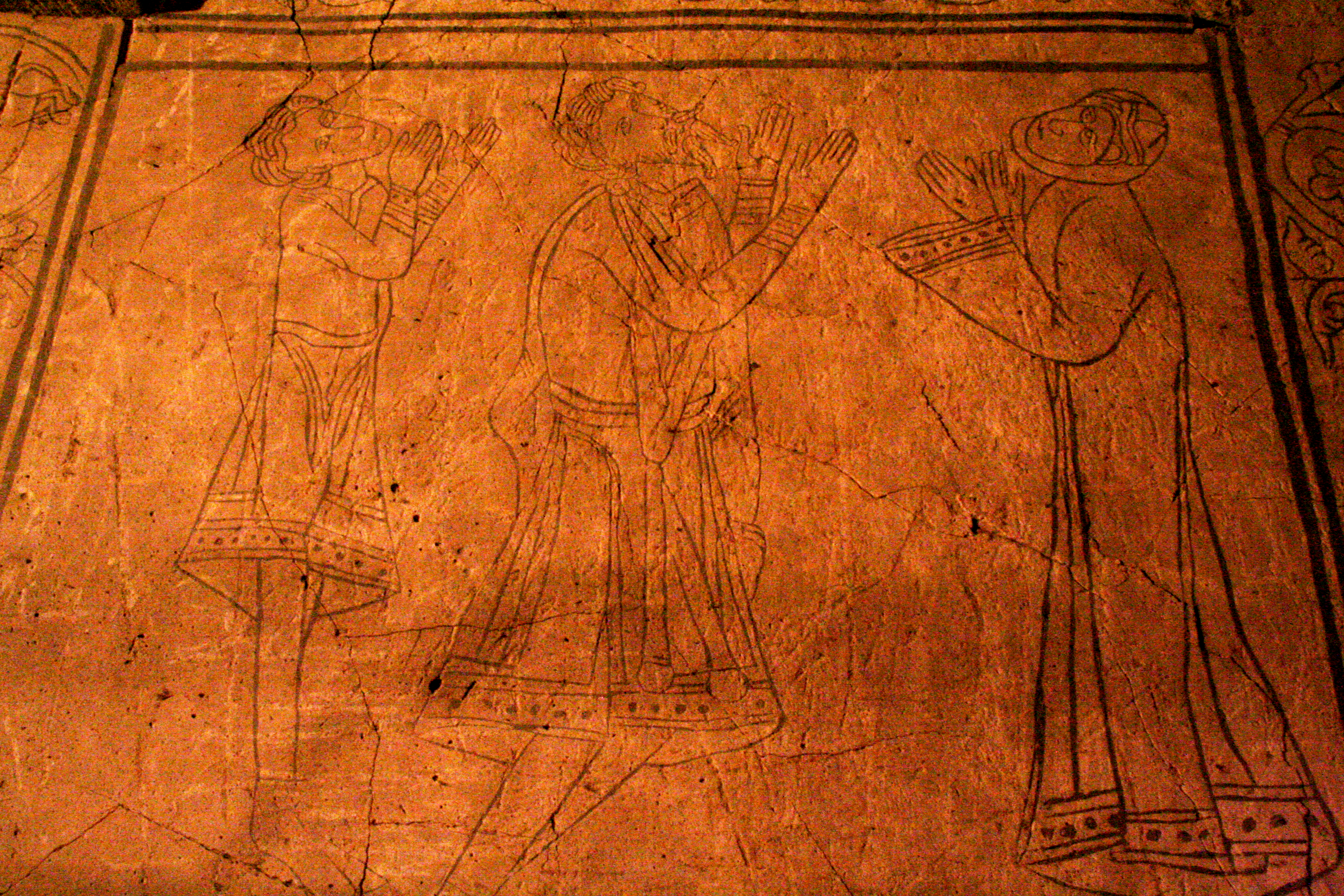
Domniemany wizerunek Kazimierza Sprawiedliwego na Płycie wiślickiej

Wspólnoty zakonne nie były jedynymi uczestnikami dokonywanych przez księcia Kazimierza nadań, równie wiele starań poświęcał on ukształtowanym w XII wieku, szczególnie w diecezji krakowskiej, środowiskom kanonikatu świeckiego. Henryk Sandomierski na pewno przed 1166 rokiem wzniósł w Wiślicy kościół i rozlokował przy nim kolegium kilku księży z prepozytem na czele. Książę nie zdążył ukończyć budowy świątyni, którą objął jego brat i następca, Kazimierz Sprawiedliwy. Efektem działań księcia Kazimierza było zreformowanie niedużej grupy kanonickiej przez podzielnie wspólnego majątku na prebendy, utworzenie prałatur: kantora, kustosza i scholastyka oraz prepozyta jako przełożonego kapituły. Powiększone kolegium kanoników zostało kapitułą kolegiacką, a tutejszy prepozyt stanął na czele obszaru administracji kościelnej zwanego prepozyturą wiślicką. Zdarzenia te trzeba odnieść do okresu 1167–1177, a nawet zawężając ten przedział do lat 1167–1173. W następnych latach książę przekazał patronat nad kolegiatą w Wiślicy biskupowi krakowskiemu Gedce, swemu bliskiemu współpracownikowi. Wydarzenie to miało miejsce najpóźniej w 1185 roku, ponieważ zgodnie z przekazami źródeł biskup Gedko zmarł 20 listopada tego roku. Podczas prac wykopaliskowych w podziemiach kolegiaty odsłonięto specyficzny na ziemiach polskich zabytek sztuki romańskiej – posadzkę z gipsu jastrychowego, która została przystrojona niespotykanymi pod względem technologii wykonania i programu ideowego rytami. Jednymi z wyrytych postaci są osoby identyfikowane jako Kazimierz Sprawiedliwy, jego żona oraz syn Bolesław. Z inskrypcji znajdującej się na posadzce wynika, że ryty wykonano po 1 marca 1168 roku, a przed 1182 rokiem, zatem fundatorem mógł być tylko książę Kazimierz. Stworzenie rytowanej posadzki w kolegiacie wiślickiej można wiązać z wpływami dworu znojemskiego, skąd pochodziła żona Kazimierza Sprawiedliwego, Helena, księżna znojemska.
Zbliżone relacje jak z grupą kanonicką Wiślicy, wiązały Kazimierza Sprawiedliwego z kolegiatą Najświętszej Panny Marii w Sandomierzu. Dla tej grupy za czasów Kazimierza Sprawiedliwego wzniesiono i poświęcono nowy kościół, a stało się to 8 września 1191. Wtedy to arcybiskup gnieźnieński Piotr konsekrował kolegiatę w obecności biskupów: krakowskiego Pełki, płockiego Wita, kujawskiego Stefana i lubuskiego Arnolda, a przy okazji spisał jej wszystkie posiadłości i dochody. Prawdopodobnie wówczas książę Kazimierz, przy współdziałaniu biskupa krakowskiego, podniósł niedużą grupę kanonicką do rangi kapituły kolegiackiej i rozpoczął rozbudowę świątyni. Pierwszym znanym prepozytem sandomierskim był biograf księcia – mistrz Wincenty. Całe działania zostały przeprowadzone z pewnością w okresie po 1177 roku, a przed 1191. Zwieńczyły je uroczystości związane z konsekracją romańskiej kolegiaty. Stanowczo trudniejsze jest określenie, jaka część z bogatego majątku sandomierskiej kolegiaty była od księcia Kazimierza.
Z tematyką fundacji kolegiat tworzonych przez Kazimierza Sprawiedliwego łączy się zagadnienie kościołów jednonawowych. W piśmie przedstawiającym uposażenie kolegiaty sandomierskiej z 1191 r. wyszczególnione są kościoły w Żarnowie, Połańcu, Świerżach, Świeciechowie, Zawichoście (św. Maurycego) i Sandomierzu (św. Jana i św. Mikołaja). Przyjmuje się, że świątynie te pochodzą przypuszczalnie z nadania Kazimierza Sprawiedliwego, uczynione przy okazji fundacji sandomierskiej kolegiaty.
Piękna kolegiata romańska z Opatowa, także łączy się z dziejami księcia Kazimierza. Nie wdając się w rozważania na temat wczesnych, przedkazimierzowskich, dziejów tej kolegiaty, według opracowania A.Tetrycz-Puzio należy uznać, iż początki tutejszej niedużej grupy kanonickiej łączą się z Henrykiem Sandomierskim. On to zapewne rozpoczął budowę późniejszego kościoła św. Marcina i lokował przy nim kilku księży, a jego dzieło następnie kontynuował Kazimierz.

### Sprawa relikwii świętego Floriana
Już podczas zjazdu łęczyckiego w 1180 roku, a także podczas poselstwa wystosowanego do papieża Aleksandra III w 1181 roku, Kazimierz wystąpił o relikwie jakiegoś świętego. Papież obiecał mu je, jednakże na realizację owych przyrzeczeń trzeba było czekać do pontyfikatu papieża Lucjusza III. Dopiero wtedy do Krakowa szczątki świętego przywiózł biskup Modeny, Idzi. Rocznik kapituły krakowskiej opisuje to wydarzenie pod rokiem 1184, choć poza datą, samym wydarzeniem, oraz podkreśleniem biskupów Idziego i Gedki mało o tym zdarzeniu mówi. Dopiero późniejsze źródła przedstawiają pełniejszy obraz tego, co się wydarzyło w 1184 roku, i kto tego dokonał. Źródła te opisują przyjaźń pomiędzy papieżem a biskupem Gedką, warunki sprowadzenia ciała świętego, oraz barwną opowieść o zatrzymaniu wozu przez Floriana na polach kleparskich, gdzie następnie ufundowano kolegiatę i złożono w niej jego rękę świętego. Podkreślono, że całe przedsięwzięcie sprowadzenia relikwii dokonali wspólnie Kazimierz i Gedko. Po wielu latach starań Kościół krakowski pozyskał więc drogocenne relikwie świętego żołnierza rzymskiego z prowincji Noricum. Ich sprowadzenie wzmocniło pozycję biskupa krakowskiego pośród polskich struktur kościelnych, a kraj uzyskał nowego patrona, który mógł być równowagą czczonego w Gnieźnie świętego Wojciecha. Kult nowego świętego prędko przejęły placówki cysterskie związane z biskupem i księciem, szczególnie Wąchock i Koprzywnica, jednak według opracowania J.Dobosza można mieć wątpliwości, czy do końca spełnił on oczekiwania swych decydentów. W drugiej połowie XIII wieku większy prestiż uzyskał kult świętego Stanisława.

## Małżeństwo i potomstwo
Kazimierz II Sprawiedliwy był żonaty z córką księcia znojemskiego z dynastii Przemyślidów, Konrada II, oraz Marii, córki wielkiego żupana serbskiego Raszki Uroša I – Heleną znojemską. Helena była siostrą jednego z najwybitniejszych przedstawicieli morawskiej linii tego rodu – Konrada II Ottona. Nieznana jest dokładna data ślubu, umownie datuje się ją na pierwszą połowę lat sześćdziesiątych XII wieku (nie później niż w 1166). Ze związku tego pochodziło siedmioro dzieci:
- NN, córka (ur. w okr. 1162–1167, zm. ?) – żona księcia ruskiego Wsiewołoda Czermnego, wielkiego księcia kijowskiego,
- Kazimierz (ur. w okr. 1162 – 2 lutego(?)[110] 1168, zm. 1 marca 1168) – imię otrzymał po swoim ojcu,
- Bolesław (ur. w okr. 1168–1171, zm. 16 kwietnia 1182 lub 1183) – imię otrzymał najprawdopodobniej po swoim dziadzie Bolesławie III Krzywoustym, chociaż istnieje możliwość, że dostał je na cześć stryja – Bolesława IV Kędzierzawego[111]. Zginął na skutek nieszczęśliwego wypadku, przywalony przez ścinane przez siebie drzewo. Możliwe, że został pochowany w katedrze krakowskiej[112].
- Odon (ur. między 1169 a 1184, zm. 15 maja) – zmarły w dzieciństwie domniemany syn Kazimierza Sprawiedliwego, najprawdopodobniej otrzymał imię na cześć księcia poznańskiego Odona Mieszkowica lub świętego Odona z Cluny[113][114],
- Adelajda (ur. na przeł. 70/80. XII wieku, zm. 8 grudnia 1211) – fundatorka kościoła św. Jakuba w Sandomierzu pochowana w tymże kościele,
- Leszek Biały (ur. zap. w 1184 lub 1185[115], zm. 24 listopada 1227) – książę krakowski (1194–1227, z przerwami),
- Konrad I (ur. w okr. 1187 lub 1188[116], zm. 31 sierpnia 1247) – książę mazowiecki (1199/1200–1247).

### Genealogia
| Władysław I Herman ur. ok. 1043 zm. 4 VI 1102 | Władysław I Herman ur. ok. 1043 zm. 4 VI 1102 |                                                        |                                                        | Judyta czeska ur. w okr. 1056–1058 zm. 25 XII 1086 | Judyta czeska ur. w okr. 1056–1058 zm. 25 XII 1086 |  |  | Henryk z Bergu ur. ? zm. 24 IX 1116 | Henryk z Bergu ur. ? zm. 24 IX 1116 |                                               |                                               | Adelajda z Mochental ur. ? zm. 1 XII 1125 | Adelajda z Mochental ur. ? zm. 1 XII 1125 |
|                                               |                                               |                                                        |                                                        |                                                    |                                                    |  |  |                                     |                                     |                                               |                                               |                                           |                                           |
|                                               |                                               |                                                        |                                                        |                                                    |                                                    |  |  |                                     |                                     |                                               |                                               |                                           |                                           |
|                                               |                                               | Bolesław III Krzywousty ur. 20 VIII 1086 zm. 28 X 1138 | Bolesław III Krzywousty ur. 20 VIII 1086 zm. 28 X 1138 |                                                    |                                                    |  |  |                                     |                                     | Salomea z Bergu ur. zap. 1099 zm. 27 VII 1144 | Salomea z Bergu ur. zap. 1099 zm. 27 VII 1144 |                                           |                                           |
|                                               |                                               |                                                        |                                                        |                                                    |                                                    |  |  |                                     |                                     |                                               |                                               |                                           |                                           |
|                                               |                                               |                                                        |                                                        |                                                    |                                                    |  |  |                                     |                                     |                                               |                                               |                                           |                                           |
|                                               |                                               |                                                        |                                                        |                                                    |                                                    |  |  |                                     |                                     |                                               |                                               |                                           |                                           |

|                                                    |                                                    | Helena znojemska ur. w latach 40. XII w. zm. 2 IV 1202 – 1206 OO 1160–1165 | Helena znojemska ur. w latach 40. XII w. zm. 2 IV 1202 – 1206 OO 1160–1165 | Kazimierz II Sprawiedliwy (ur. przed 28 X 1138, zm. 5 V 1194) | Kazimierz II Sprawiedliwy (ur. przed 28 X 1138, zm. 5 V 1194) |                  |                  |                                                     |                                                     |
|                                                    |                                                    |                                                                            |                                                                            |                                                               |                                                               |                  |                  |                                                     |                                                     |
|                                                    |                                                    |                                                                            |                                                                            |                                                               |                                                               |                  |                  |                                                     |                                                     |
|                                                    |                                                    |                                                                            |                                                                            |                                                               |                                                               |                  |                  |                                                     |                                                     |
| NN, córka ur. w okr. 1162–1167 zm. ?               | NN, córka ur. w okr. 1162–1167 zm. ?               | Kazimierz ur. w okr. 1162–2 II(?)1168 zm. 1 III 1168                       | Kazimierz ur. w okr. 1162–2 II(?)1168 zm. 1 III 1168                       | Bolesław ur. w okr. 1168–1171 zm. 16 IV 1182 lub 1183         | Bolesław ur. w okr. 1168–1171 zm. 16 IV 1182 lub 1183         | Odon ur. ? zm. ? | Odon ur. ? zm. ? | Adelajda ur. na przeł. 70/80. XII w. zm. 8 XII 1211 | Adelajda ur. na przeł. 70/80. XII w. zm. 8 XII 1211 |
|                                                    |                                                    |                                                                            |                                                                            |                                                               |                                                               |                  |                  |                                                     |                                                     |
| Leszek Biały ur. zap. 1184 lub 1185 zm. 24 XI 1227 | Leszek Biały ur. zap. 1184 lub 1185 zm. 24 XI 1227 | Konrad I ur. w okr. 1187–1188 zm. 31 VIII 1247                             | Konrad I ur. w okr. 1187–1188 zm. 31 VIII 1247                             |                                                               |                                                               |                  |                  |                                                     |                                                     |

## Śmierć Kazimierza

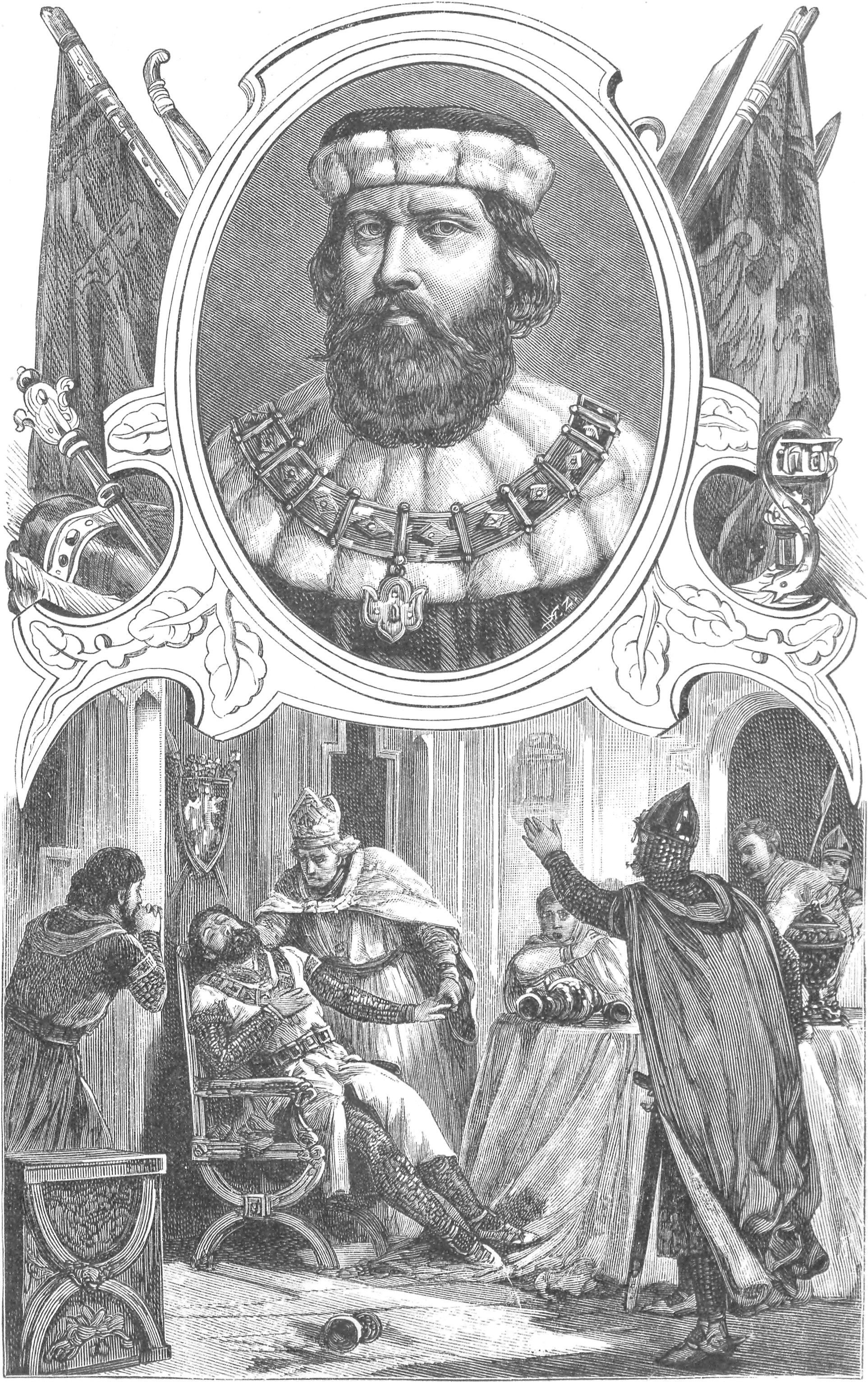
Kazimierz II w cyklu Wizerunki książąt i królów polskich Ksawerego Pillatiego z 1888.

Kazimierz zmarł 5 maja 1194. Data śmierci Kazimierza jest pewna i potwierdzona w wielu źródłach. Miejsce pochowania nie jest znane XII-wiecznym źródłom. Według informacji podanej przez Długosza, miejscem wiecznego spoczynku Kazimierza jest katedra krakowska. Jego grobowiec uległ jednak zniszczeniu podczas budowy nowego kościoła, w czasie gdy biskupem krakowskim był Nanker. Według mistrza Wincentego Kazimierz zmarł podczas biesiady, pijąc z kubka. Mistrz nie przesądza sprawy, czy książę zmarł na skutek choroby, czy też został otruty. Inaczej zdarzenia z krakowskiej uczty przedstawił Jan Długosz. Uznał on, że książę nie zmarł natychmiast, ale po wypiciu małego pucharu stracił przytomność, upadł, a po paru godzinach, za przyczyną wzmagającej się choroby, zmarł. Dodał także, że niektórzy z uczestników biesiady uważali, że Kazimierza powaliła choroba, inni zaś, że przyczyną śmierci był napój miłosny, który ponoć podała mu jedna kobieta z Krakowa, żeby rozpalić uczucie Kazimierza do siebie. Tych kronikarskich spekulacji nie udało się zweryfikować – ani samego otrucia, ani prowadzenia się księcia. Kazimierz, umierając w 56. roku życia, uzyskał wiek na ówczesne czasy dość podeszły. Być może zatem okoliczności nagłego zgonu księcia krakowskiego okryte były jakąś niewiadomą, a być może zmarł on z powodów naturalnych.

### Opracowania online
- Śmiech A., Testament Bolesława Krzywoustego (pol.), [dostęp 2019-02-16].
- Stanisław Szczur, Okoliczności sprowadzenia relikwii św. Floriana do Krakowa (pol.), [dostęp 2019-02-16].